# Kooraste
Kooraste – wieś w Estonii, w prowincji Põlva, w gminie Kanepi. Na południe od wsi przepływa rzeka Pühäjõgi, oraz położone są jeziora należące do pojezierza Kooraste (est. Kooraste järved): Kooraste Pikkjärv, Vaaba, Hatsike, Kooraste Suurjärv, Uiakatsi, Mudsina, Kooraste Kõvvõrjärv, Kooraste Linajärv.